# Váradles
Váradles (Leș), település Romániában, a Partiumban, Bihar megyében.

## Fekvése
Az alföldi síkság szélén, Nagyváradtól délnyugatra, Nagyürögd, Gyapju és Nyárszeg közt fekvő település.

## Története
Váradles, Les Árpád-kori település. Nevét már 1291-1294 között említette oklevél in Lesuy néven. 
1319-ben Johannes f. Gotthardi de Lessi nevében tűnt fel, mint a Lesi nemesek birtoka. 
1332-1337-ben a pápai tizedjegyzékben is szerepelt. Ekkor papja évi 15 garas pápai tizedet fizetett.
1568-ban még mindig a Lesi család a földesura, ekkor Lessi László, Bihar vármegye alispánja, birtoka felét nejének Mod Annának, a másik felét pedig neje testvérének, rogozi Vanchy Ferencznek hagyományozta.
A 19. század elején a Sántha, Domokos, Boka és a Vinkler családok voltak birtokosai, a 20. század elején pedig özvegy Terényi Lajosné, Govrik Kálmán, Cziffra Gerő, a Holvéd örökösök és Krisár Rezső voltak birtokosai. 

1851-ben Fényes Elek írta Lesről:
Bihar vármegyében, szép dombos vidéken: 315 óhitü, 213 református, 28 római katolikus lakossal, óhitü és református anyaegyházzal. Határa 5000 hold, ... Birják a Stélpán és Györffy örökösök, Sántha, Kurányi, Meszner, Körtvélyesi és Aulich családok.
1910-ben 891 lakosából 266 magyar, 584 román, 41 cigány volt. Ebből 69 római katolikus, 177 református, 586 görögkeleti ortodox volt.
A trianoni békeszerződés előtt Bihar vármegye Központi járásához tartozott.

Határában  feküdt 1319-ben egy Kopács nevű falu is, amely akkoriban Ivánka fia Imréé volt, 1489-ben pedig püspöki birtok lett.

## Nevezetességek
- Görög keleti ortodox temploma - a 19. század elején épült.
- Református temploma - 1878-ban épült.